# Bleach: The DiamondDust Rebellion
Bleach: The DiamondDust Rebellion Mō Hitotsu no Hyōrinmaru (劇場版BLEACH The DiamondDust Rebellion もう一つの氷輪丸 Gekijōban Burīchi Za Daiyamondo Dasuto Reberion Mō Hitotsu no Hyōrinmaru?) es la segunda película animada basada en el anime y manga Bleach. La película fue dirigida por Noriyuki Abe y coescrita por Michiko Yokote y Masahiro Ōkubo. Fue estrenada en los cines de Japón el 22 de diciembre del año 2007. El tema musical de la película es "Rock of Light" (光のロック, Hikari no Rokku) hecha por la banda de rock Sambomaster. Para promocionar la película, los openings y endings a partir del capítulo 151 de la serie Bleach contienen imágenes de la película. El creador de la serie, Tite Kubo, también publicó un capítulo especial en el manga sobre el pasado de Hitsugaya. La historia de la película es totalmente independiente del manga y del anime.

## Frases
Estos son las frases más célebres de la película y también aparecen en numerosos tráileres que aparecieron antes del estreno de la película. 
- Ejecuten a Tōshirō Hitsugaya!(日番谷冬獅郎を処刑せよ)- Shigekuni Yamamoto-Genryūsai.
- Si puedes ver el futuro no te quedes a ver el pasado - Zangetsu.

## Argumento
El artefacto valioso conocido como " el Sello del Rey " es robado por un grupo misterioso de gente cuando lo trasladaban en la Sociedad de Alma. Tōshirō Hitsugaya, el capitán de la décima división, quien fue asignado a transportar el sello, lucha contra el líder del grupo de ladrones y un poco después desaparece misteriosamente. 
Luego del incidente, el Seireitei declara a Hitsugaya culpable y ordena su inmediata captura y ejecución. Ichigo Kurosaki se niega creer esto, y con ayuda Rukia Kuchiki, Rangiku Matsumoto y Renji Abarai juran desenmascarar al verdadero culpable del robo del sello, encontrar a Hitsugaya y limpiar su nombre. Mientras tanto, Tōshirō busca a los verdaderos culpables y descubre un secreto oscuro de un antiguo shinigami muerto hace mucho tiempo. Su nombre es Kusaka Sōjirō y era amigo de Hitsugaya cuando eran niños.